# Hyperoglyphe bythites
Hyperoglyphe bythites is een straalvinnige vissensoort uit de familie van Centrolophidae. De wetenschappelijke naam van de soort is voor het eerst geldig gepubliceerd in 1954 door Ginsburg.